# 原人
原人（げんじん）は、ホモ属に属する化石人類の一群を指す俗称（Homo erectus）。
人類が猿人から、原人、旧人、新人と進化したとする仮説を念頭に置いた呼称であるが、旧人（ホモ・ネアンデルターレンシス）から新人（ホモ・サピエンス）が進化したという仮説は間違いだったことが明らかになっているため、これらの用語の使用には慎重になる必要がある。原人と新人の中間に旧人段階があったという仮説に基づくと、ホモ・サピエンスの直接の祖先のうち新人に進化する直前の人類（古代型サピエンスやプレサピエンスと呼ばれることもあるが学術的な名称はつけられていない）が本来の意味での旧人に該当することになる。

## 原人に属する種
厳密な定義はないが、原人は、現在の分類ではホモ属から新人段階であるホモ・サピエンスと、ホモ・ネアンデルターレンシス、ホモ・ローデシエンシス、ホモ・ヘルメイ等の旧人段階の人類種を除いたものに相当する。おおよそ以下の種を含む。時代的にも形体的にも多岐にわたる。
- ホモ・アンテセッサー
- ホモ・エレクトゥス - ジャワ原人、北京原人を含む。
- ホモ・エルガスター
- ホモ・ハイデルベルゲンシス - ヘイデルベルク原人（単にハイデルベルク人と言うことが多い）旧人説もある。
- ホモ・ハビリス - ハビリス原人。
- ホモ・フローレシエンシス - フロレス原人。